# Теория стационарной Вселенной
В космологии моде́ль стациона́рного состоя́ния или тео́рия стациона́рного состоя́ния – опровергнутая альтернатива теории Большого взрыва. В стационарной модели плотность материи в расширяющейся Вселенной остается неизменной из-за непрерывного создания материи, тем самым соблюдая идеальный космологический принцип, принцип, который гласит, что наблюдаемая Вселенная всегда одна и та же в любое время и в любом месте. Статичная Вселенная, в которой пространство не расширяется, также подчиняется идеальному космологическому принципу, но она не может объяснить астрономические наблюдения, согласующиеся с расширением пространства.
С 1940-х по 1960-е годы астрофизическое сообщество разделилось на сторонников теории Большого взрыва и сторонников теории стационарной Вселенной. Модель стационарного состояния в настоящее время отвергается большинством космологов, астрофизиков и астрономов. Данные наблюдений указывают на космологию горячего Большого взрыва с конечным возрастом Вселенной, чего не предсказывает модель стационарного состояния.

## Расчёты
Плотность межгалактического пространства составляет 103 атомов/м3.
Радиус сферы, на которой объекты удаляются от нас на скорости света (согласно закону Хаббла), составляет 13,7 млрд световых лет, т.е. 13,7*109 * 9 460 730 472 580 800 = 129 612 007 474 356 960 000 000 000 метров.
Объём внутренней части этой сферы составляет 4/3⋅π⋅(129 612 007 474 356 960 000 000 000)3 = 9,12061914065285141913396136793326877647711994148639112312440⋅1078 м3.
Итого атомов в межгалактическом пространстве (если пренебречь галактиками) составляет: 9,121⋅1078⋅103 = 9,121⋅1081 атомов. Это число очень похоже на число атомов в наблюдаемой части Вселенной, рассчитанное другим способом (от 4⋅1079 до 1081).
За горизонт событий (радиус сферы) в таком случае в течение 1 секунды должно уходить примерно 4π⋅(129 612 007 474 356 960 000 000 000)2⋅300 000 000⋅103 = 6,333⋅1064 атомов.
Согласно данной теории, столько же атомов (водорода, т.к. другие атомы как правило синтезируются внутри звёзд) должно появляться из вакуума внутри сферы каждую секунду. Тогда получаем, что в 1 м3 атом водорода будет появляться в среднем каждые 9,121⋅1078 / (6,333⋅1064) = 1,440⋅1014 секунд или почти 4 566 372 года. Если появление протона и электрона равновероятно, то любая из этих частиц будет появляться в среднем каждые 2 283 186 лет.
Общая формула для численного значения времени для 1 м3 или объёма для 1 атома в секунду: S=R/(3ρc), где R — расстояние до горизонта событий, ρ — средняя плотность атомов во Вселенной, c — скорость света, величины в СИ.
Если теория верна, то следствием из этих расчётов получаем, что в объёме 7,20⋅1013 м3 каждую секунду должен появляться 1 электрон или протон. Этот объём соответствует сфере с радиусом 25 808 м или кубу со стороной 41 602 м.
Таким образом, например, внутри Земли (объём 1,08321⋅1021 м3) появляется ежесекундно 1,504⋅107 протонов и электронов вместе взятых. Это соответствует массе 1,259⋅10-20 кг/с или 3,971⋅10-13 кг/год или 1 кг каждые 2 518 569 291 820 лет или 1803 мг с момента образования Земли.
Расчёты можно провести с другими данными:
радиус сферы взять согласно объёму Хаббла: 13,8 млрд световых лет (а не 13,7);
плотность барионов (протонов и нейтронов) можно взять равной минимум 0,25 ⋅ м-3 максимум 0,5 ⋅ м-3 согласно лекции. Так как нет данных о количестве нейтронов, то точное значение протонов и электронов из этих данных получить невозможно. Но так как водород составляет значительную часть вещества, то следует склониться близко к 0,25 атомов/м3. Для этих данных получим время для появления 1 электрона или протона в 1 м3 составляет S/2 = 290129067825811200 с или 9,2⋅109 лет.
Ещё один пример: время, необходимое для образования дополнительной звезды в Млечном пути (в среднем). Млечный путь по форме представляет круглый диск диаметром 100 000 световых лет и толщины 1000 световых лет. Следовательно, его объём составляет 6,6506 ⋅ 1060 м3. Следовательно, в нём появляется в среднем каждую секунду 4,6185 ⋅ 1046 атомов водорода. Если массу среднего красного карлика (самый распространённый тип звёзд) взять за 0,20 M☉, то его масса составит 0,20 ⋅ 1,9885 ⋅ 1030 кг = 3,9770 ⋅ 1029 кг или 2,3814 ⋅ 1056 атомов водорода. Тогда получаем, что в среднем на образование новой звезды (красного карлика) требуется (2,3814 ⋅ 1056)/(4,6185 ⋅ 1046) с = 5,1562 ⋅ 109 с или примерно 163 года.

## Опыты для проверки гипотезы
Опыт №1
На основе расчётов выше можно поставить простой опыт: выделить объём, заполненный чувствительными детекторами (вроде подземных бункеров, обнаруживающих нейтрино) и проверить, будут ли появляться "лишние" электроны и протоны (или атомы водорода, если объём заполнен не вступающую с водородом реакцию, например, водой. Тогда водород будет, как лёгкий газ, собираться в пузырь наверху, если форма сосуда имеет, например, конусообразную форму).
Опыт №2
Взять непроницаемый извне для радиации, атомов, отдельных электронов и протонов сосуд большого объёма в виде параллелепипеда. Внутри него создать вакуум. На двух противоположных стенках параллелепипеда закреплены детекторы на столкновение с электронами и протонами соответственно. Затем за параллелепипедом необходимо создать сильную напряжённость электромагнитного поля, чтобы появляющиеся (согласно теории) протоны двигались к одной стенке, а электроны — к другой. Далее считать, сколько электронов и протонов (через небольшой промежуток времени после начала эксперимента) сталкивается с соответствующими детекторами. Этот опыт, как и первый, также можно провести глубоко под поверхностью Земли. Единственная сложность: большое время при малом объёме (см. сторону для куба выше), но если растянуть опыт на 1 год с целью фиксировать 1 частицу в месяц, то будет достаточно куба со стороной 302 метра.